# Temple (manga)
Temple (てんぷる Tenpuru?, lit. Templo), también conocida como TenPuru, es una serie de manga japonés escrito e ilustrado por Kimitake Yoshioka. Comenzó a serializarse en la plataforma en línea Comic Days de Kōdansha desde el 1 de septiembre de 2018, y hasta el momento se ha recopilado en siete volúmenes tankōbon.
Una adaptación a serie de anime de Gekkō se estrenó el 9 de julio de 2023. Dos episodios OVA fueron lanzadas posteriormente en Blu-ray.

## Argumento
La familia Akagami ha sido conocida durante generaciones como una familia que ama a las mujeres y ha sido rechazada por quienes los rodean. El personaje principal, Akemitsu Akagami, que nació en esa línea familiar, también sufrió rumores y trató de mantener alejadas a las mujeres para devolver el estigma. Mientras tanto, Akemitsu conoció accidentalmente a Yuzuki Aoba y se enamoró de ella a primera vista, y desde entonces su mente se ha apoderado de él con deseos mundanos. Akemitsu, que sintió que no podía continuar así, decidió convertirse en monje en el Templo Mikazuki-ji para borrar sus deseos mundanos. O al menos eso creía él, porque su pecaminosa sangre no le permitirá seguir la senda de la rectitud así como así, ya que la primera persona que lo recibe en el templo al que acude como estudiante es la misma Yuzuki Aoba.

## Personajes
Akemitsu Akagami (赤神 明光 Akagami Akemitsu?)
 Seiyū: Masayuki Akasaka, Bradley Gareth (Inglés)
Protagonista principal de la historia. Akemitsu admiraba mucho a su padre antes de darse cuenta de lo inmoral que es. Decidido a superar el estigma del linaje Akagami, Akemitsu se esforzó por evitar a las mujeres y centrarse en la excelencia académica para ganarse la vida decentemente. Aun así, las mujeres lo tildan de pervertido por llevar el apellido Akagami. Decidido en deshacerse de sus impurezas, ingresa al Templo Mikazuki para convertirse en monje, solo para darse cuenta de que también hay mujeres. Finalmente desarrolla sentimientos por Yuzuki, la mayor de las hermanas Aoba.
Yuzuki Aoba (蒼葉 結月 Aoba Yuzuki?)
 Seiyū: Aimi, Kelly Greenshield (Inglés)
La mayor de las hermanas Aoba. Yuzuki es una chica dulce, pero un poco tonta. Conoció a Akemitsu mientras éste buscaba un lugar donde vivir y se reencuentra con él cuando se muda al templo. Más adelante desarrolla sentimientos por Akemitsu.
Tsukuyo Aoba (蒼葉 月夜 Aoba Tsukuyo?)
 Seiyū: Yū Serizawa, Molly Zhang (Inglés)
La segunda de las hermanas Aoba. Tiene una profunda admiración por su hermana mayor y es de voluntad fuerte. Inicialmente era hostil hacia Akemitsu por haberla espiado desnuda accidentalmente y por la mala reputación de la familia Akagami, a tal punto de intentar expulsarlo del templo. Sus impresiones sobre él cambiaron cuando se arriesgó a lastimarse para salvarla de un accidente. Aunque es terca y tímida, finalmente se dio cuenta de que estaba enamorada de Akemitsu por su amabilidad y lo besó voluntariamente. Ella practica tiro con arco en su escuela secundaria.
Kurage Aoba (蒼葉 海月 Aoba Kurage?)
 Seiyū: Nanami Yamashita, Morgan Lea (Inglés)
La menor de las hermanas Aoba. Es perezosa, pero es pura e inocente y se preocupa por sus hermanas.
Mia Christoph (ミア・クリストフ Mia Kurisutofu?)
 Seiyū: Madoka Asahina, Marianne Bray (Inglés)
Una extranjera que vive en el templo con su amiga Kagura. Ella vino a Japón para aprender sobre la cultura japonesa. A igual que Akemitsu, Mia proviene de una familia erótica donde las mujeres tenían que darle placeres a los hombres para después castrarlos, lo que hizo que ella sufriera rechazo por los demás. Al enterarse de que Akemitsu está en la misma situación, Mia se ofrece en ayudarse entre ambos para alcanzar el camino de la iluminación. Ella también desarrolla sentimientos por Akemitsu.
Kagura Baldwin (カグラ・ボールドウィン Kagura Bōrudowin?)
 Seiyū: Sumire Uesaka, Celeste Perez (Inglés)
La mejor amiga de Mia, quien la acompaña en su viaje a Japón. A menudo le gusta molestar a Mia. A pesar de ayudar a Mia en sus intentos, Kagura, siendo su familia subordinada a la familia de Mia, está trabajando en secreto detrás de escena para convertirla en una reina del sexo, como corresponde al apellido de la familia Christoph. Aunque inicialmente es amable con Akemistu, Kagura lo ve como una amenaza para sus planes e intenta deshacerse de él exponiéndolo varias veces como un mirón ante las chicas. Tiempo después, ella admite estar enamorada de él luego de que Akemitsu lograra evitar de que ella y Mia sean forzadas a regresar a América.
Kiki (嬉々 Kiki?)
 Seiyū: Chiaki Takahashi, Monét Lerner (Inglés)
Es la sacerdotisa suplente del Templo Mikazuki ante la ausencia de la sacerdotisa principal Tsukina Aoba. Tiene la costumbre de frotar los senos de las chicas cuando se emborracha. En ocasiones le gusta seducir a Akemitsu mostrándole sus pechos.
Nyagosuke (にゃごすけ Nyagosuke?)
 Seiyū: Chika Anzai, Monica Rial (Inglés)
La mascota de Kurage.
Sara Christoph (サラ・クリストフ Sara Kurisutofu?)
La hermana menor de Mia. Ella vino a Japón a predicar la "tradición" de la familia Christoph. Es muy abierta a temas relacionado al sexo.

## Contenido de la obra

### Manga
Temple es escrito e ilustrado por Kimitake Yoshioka. Comenzó su serialización en la plataforma en línea Comic Days de Kōdansha el 1 de septiembre de 2018. Kōdansha recopila sus capítulos individuales en volúmenes tankōbon. El primer volumen se publicó el 5 de julio de 2019, y hasta el momento se han lanzado siete volúmenes.
En junio de 2020, se anunció que BookWalker Global se asoció con Kodansha USA para lanzar el manga en inglés y los dos primeros volúmenes se lanzaron digitalmente el 14 de julio de 2020.

#### Lista de volúmenes
| Volúmenes de manga publicados | Volúmenes de manga publicados | Volúmenes de manga publicados                                    |
| Número                        | Fecha de publicación          | ISBN                                                             |
| ----------------------------- | ----------------------------- | ---------------------------------------------------------------- |
| 1                             | 5 de julio de 2019            | ISBN 978-4-06-516239-2                                           |
| 2                             | 22 de noviembre de 2019       | ISBN 978-4-06-517559-0                                           |
| 3                             | 22 de mayo de 2020            | ISBN 978-4-06-519481-2                                           |
| 4                             | 20 de noviembre de 2020       | ISBN 978-4-06-521420-6                                           |
| 5                             | 21 de mayo de 2021            | ISBN 978-4-06-523120-3 ISBN 978-4-06-523428-0 (edición especial) |
| 6                             | 17 de noviembre de 2021       | ISBN 978-4-06-525914-6                                           |
| 7                             | 5 de agosto de 2022           | ISBN 978-4-06-528769-9                                           |
| 8                             | 23 de enero de 2023           | ISBN 978-4-06-531772-3                                           |
| 9                             | 22 de junio de 2023           | ISBN 978-4-06-531772-3                                           |
| 10                            | 5 de octubre de 2023          | ISBN 978-4-06-533099-9                                           |

### Anime
El 18 de enero de 2023 se anunció una adaptación de la serie al anime. Está producida por Gekkō y dirigida por Kazuomi Koga, con guiones supervisados por Yōhei Kashii, diseños de personajes a cargo de Masato Katsumata y música compuesta por Shuntaro Innami. La serie se estrenó el 9 de julio de 2023 en Tokyo MX y otras cadenas.
El tema de apertura es «Bonnō Paradise» (煩悩☆パラダイス?), interpretado por Aimi, mientras que el tema de cierre es «Oidemase! Mikadzuki Tera» (おいでませ！三日月寺?), interpretado por Aimi, Yū Serizawa, Nanami Yamashita, Madoka Asahina y Sumire Uesaka como sus respectivos personajes. Crunchyroll obtuvo la licencia de la serie fuera de Asia.
Dos episodios OVA fueron lanzadas posteriormente en Blu-ray. El primero fue lanzado el 25 de octubre de 2023, con el Volumen 2 del blu-ray del anime. La segunda OVA fue estrenada el 22 de noviembre de 2023, con el Volumen 3 del Blu-ray.

## Recepción
En noviembre de 2021, la serie tenía más de 1 millón de copias en circulación.